# Abdelkader Bensalah
Pour les articles homonymes, voir Bensalah.
Abdelkader Bensalah (en arabe : عبد القـادر بن صالح), né le 24 novembre 1941 à Fellaoucene (Oran, Algérie française) et mort le 22 septembre 2021 à Alger, est un homme d'État algérien. Il est chef de l'État par intérim du 9 avril au 19 décembre 2019.
Après avoir appartenu à l’Armée de libération nationale durant la guerre d'Algérie, il fait carrière dans la presse d'État et dans la diplomatie.
Considéré comme un cacique du régime, il cofonde et dirige le Rassemblement national démocratique (RND), parti allié au Front de libération nationale (FLN) au pouvoir. Il préside le Conseil national de transition (Parlement monocaméral) de 1994 à 1997, l'Assemblée populaire nationale (chambre basse du Parlement) de 1997 à 2002, puis le Conseil de la nation (chambre haute du Parlement) à partir de 2002.
En tant que président du Conseil de la nation, il devient en 2019 chef de l'État par intérim pour une durée de trois mois, le président Abdelaziz Bouteflika ayant démissionné lors d’un soulèvement populaire (« Hirak »). Les manifestations se poursuivent sous Bensalah, qui est maintenu au pouvoir après ses trois mois d’intérim malgré la contestation de sa légitimité et la rechute d’un cancer. Il institue l'Autorité nationale indépendante des élections (ANIE) et lance une réforme territoriale faisant passer le nombre de wilayas de 48 à 58.
Abdelmadjid Tebboune le remplace à la suite de l’élection présidentielle de 2019, plusieurs fois reportée. L’année suivante, Bensalah démissionne de la tête du Conseil de la nation et de son mandat de sénateur. Il meurt des suites de son cancer, aggravé par la Covid-19.

## Situation personnelle

### Origines, famille et jeunesse
Abdelkader Bensalah naît le 24 novembre 1941 à Fellaoucene, près de Tlemcen. Il est fils de Bensalah Bounouar (né à Beni Messahel en 1906) et petit-fils de Benabdallah ben Bounouar Ould Salah,,. Il a une sœur, Saliha (1947-2019).
Il rejoint l'Armée de libération nationale (ALN) à l'âge de 18 ans.

### Carrière professionnelle
Après l’indépendance de l’Algérie, il est titulaire d'une bourse qui lui permet d'aller étudier le droit à l'université de Damas (Syrie).
Il rentre ensuite en Algérie et devient journaliste, notamment comme correspondant à l'étranger. Il intègre en 1967 la rédaction du quotidien Ech Chaâb (« Le Peuple »). Il est de 1970 à 1974 directeur du Centre algérien de l’information et de la culture à Beyrouth, puis de 1974 à 1977 directeur général d'Ech Chaâb, à une époque où l'État algérien a le monopole sur l'ensemble des médias.

## Ascension politique

### Débuts et diplomatie
En 1977, il est élu député du Front de libération nationale (FLN) de la wilaya de Tlemcen.
Par la suite, il mène une carrière de diplomate, étant de 1989 à 1993 ambassadeur algérien auprès de l'Arabie saoudite ainsi que de l'Organisation de la conférence islamique. Il est directeur de l’information et porte-parole du ministère des Affaires étrangères de 1993 à 1994.

### Président du CNT et de l’APN
Entre 1994 et 1997, il préside le Conseil national de transition (CNT), qui est l'unique chambre parlementaire du pays à la suite de l'interruption du processus électoral de 1991.
Il participe en 1997 à la création du Rassemblement national démocratique (RND), un parti centriste allié au FLN. Il en est le secrétaire général à deux reprises, de 1997 à 1998 et de 2013 à 2015. Le RND ayant remporté les élections législatives de 1997, il accède à la présidence de l'Assemblée populaire nationale (APN), la chambre basse tout juste restaurée, dont il avait précédemment présidé la commission des Affaires étrangères.
Réélu député lors des élections législatives de 2002, il ne brigue pas sa réélection à la tête de l'APN et Karim Younes lui succède. Il démissionne de son mandat de député peu après.

### Président du Conseil de la nation
Le 9 juin 2002, il est nommé sénateur au titre du tiers présidentiel.

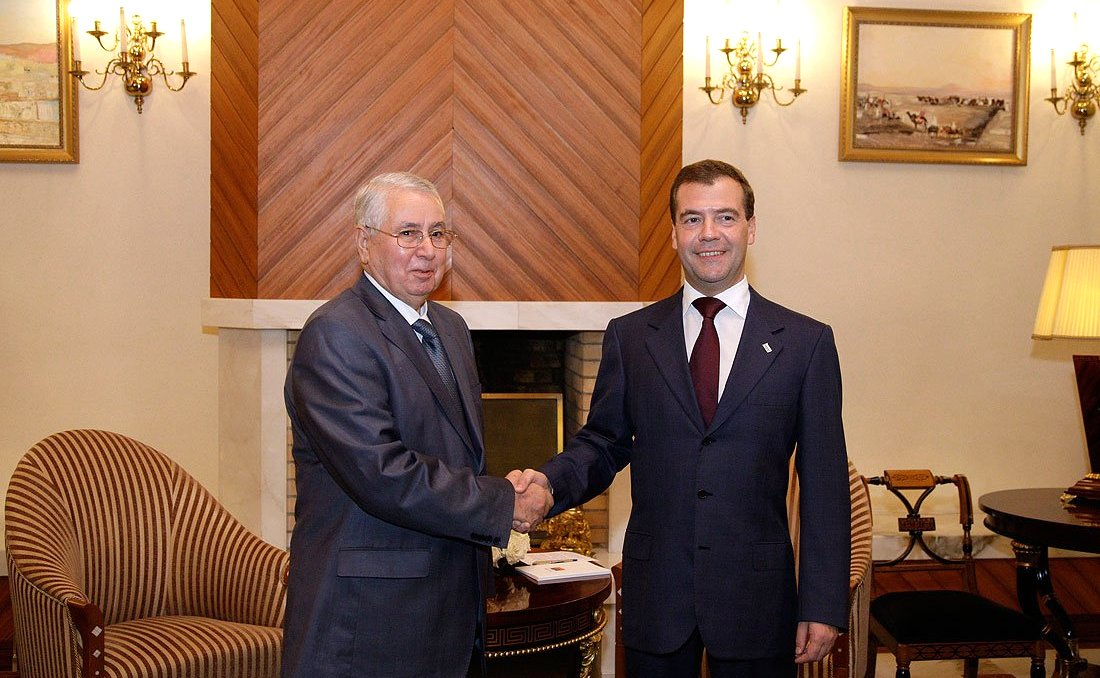
Abdelkader Bensalah et Dmitri Medvedev, président de la Russie, en 2010.

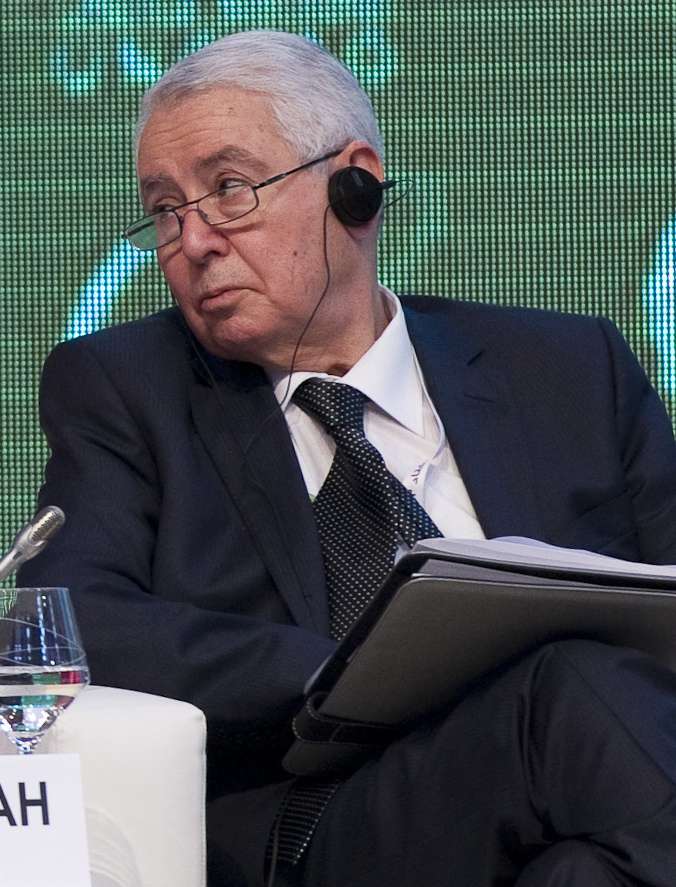
Abdelkader Bensalah en 2012.

En juillet suivant, il devient président du Conseil de la nation, la chambre haute du Parlement algérien,. Proche du président Abdelaziz Bouteflika, il assure dans les années 2010 certaines tâches que celui-ci, malade, ne peut plus effectuer, comme la réception de dirigeants étrangers ou des visites à l'international,.
Atteint d'un cancer, Bensalah limite cependant ses apparitions,. Opéré d’une tumeur cancéreuse à Paris, il est en convalescence pendant deux mois à la fin de l'année 2015,. À plusieurs reprises, il exprime son souhait de quitter ses fonctions pour soigner sa maladie, ce qui lui est refusé en l'invitant à attendre qu'un successeur lui soit trouvé.

## Chef de l'État par intérim

### Démission de Bouteflika et désignation
En vue de l'élection présidentielle prévue en avril 2019, Abdelkader Bensalah est l’un des plus fervents partisans de la candidature de Bouteflika à un cinquième mandat. Mais en raison de manifestations de masse (« Hirak ») contre son maintien au pouvoir, le président sortant renonce finalement à se représenter, reporte l’élection, puis démissionne.
En vertu de la Constitution algérienne, Abdelkader Bensalah doit assurer la présidence par intérim en tant que président du Conseil de la nation. Mais la perspective qu'il gère la transition est vivement contestée par les manifestants, qui le considèrent comme une des figures emblématiques du régime qu'ils dénoncent ; plusieurs membres du pouvoir envisagent alors de le remplacer par un autre sénateur.
Le 9 avril 2019, une semaine après le départ de Bouteflika du pouvoir et après qu’il a gelé son appartenance au RND, l'Assemblée populaire nationale et le Conseil de la nation, réunis en session conjointe, le désignent finalement chef de l'État par intérim,. En tant que tel, il dispose de pouvoirs réduits et doit organiser une élection présidentielle anticipée — à laquelle il ne pourra se présenter — dans le délai maximal de 90 jours prévu par la Constitution pour son intérim. Il est à son tour contesté par la rue, ce qui provoque les premières interventions policières depuis le début du mouvement. Au lendemain de sa nomination, il annonce que l’élection présidentielle se tiendra le 4 juillet.
Jeune Afrique le décrit comme un « homme qui ne voulait pas être président », craignant « par-dessus tout d’avoir à assumer la fonction suprême, fût-ce par intérim ». Selon l’hebdomadaire, il prend ses instructions du ministère de la Défense nationale, alors dirigé de facto par Ahmed Gaïd Salah.

### Politique de nominations et administrative
En remplacement de Tayeb Belaiz, démissionnaire, il nomme Kamel Fenniche à la présidence du Conseil constitutionnel le 16 avril. Des juristes affirment alors que la Constitution ne permet pas à un chef de l'État par intérim de procéder à une telle nomination. En mai 2019, il reçoit les lettres de créances de plusieurs ambassadeurs, alors que de telles cérémonies n'avaient pas eu lieu depuis 2016 du fait de l'état de santé de son prédécesseur. Il procède également à de nombreux limogeages de hauts responsables, comme les procureurs d'Alger ou encore des responsables des agences anticorruption, des agences gouvernementales et ou encore des responsables au sein de la présidence, et les remplace par des responsables qui ne sont pas du clan de Bouteflika mais réceptifs aux demandes de l'armée. Le 31 juillet, il remplace Slimane Brahmi au ministère de la Justice par le procureur d'Alger Belkacem Zeghmati : cette nomination est jugée inconstitutionnelle, l'article 104 de la Constitution interdisant au chef de l'État de remanier le gouvernement.
Abdelkader Bensalah annonce, le 26 novembre 2019, la transformation des dix wilayas déléguées, toutes situées au sud, en wilayas à part entière, ce qui porte leur nombre à 58, ainsi que la création de 44 nouvelles wilayas déléguées dans les Hauts Plateaux. Un projet de loi est ainsi présenté pour modifier la loi du 4 février 1984 relative à l'organisation territoriale du pays. Cette réforme, réclamée depuis des années pour faciliter aux habitants les démarches administratives, est soupçonnée d'avoir pour but de mobiliser pour la présidentielle. Le projet de loi est adopté par le Conseil de la nation le 5 décembre.

### Série de condamnations de personnalités
Durant sa présidence, de nombreuses personnalités politiques et militaires du régime comme Saïd Bouteflika, Athmane Tartag, Mohamed Mediène, Ahmed Ouyahia, Abdelmalek Sellal, Amara Benyounès,,, Djamel Ould Abbes, Saïd Barkat, Youcef Yousfi, Mahdjoub Bedda, Amar Ghoul, Abdelghani Zaalane, Mohamed El Ghazi et Tayeb Louh sont placés en détention provisoire, de même que des oligarques comme Ali Haddad, Rédha Kouninef, Issad Rebrab et Mahieddine Tahkout, sont arrêtées. Sont également arrêtés des opposants, dont Lakhdar Bouregaa et Karim Tabbou.

### Prolongation contestée de son intérim

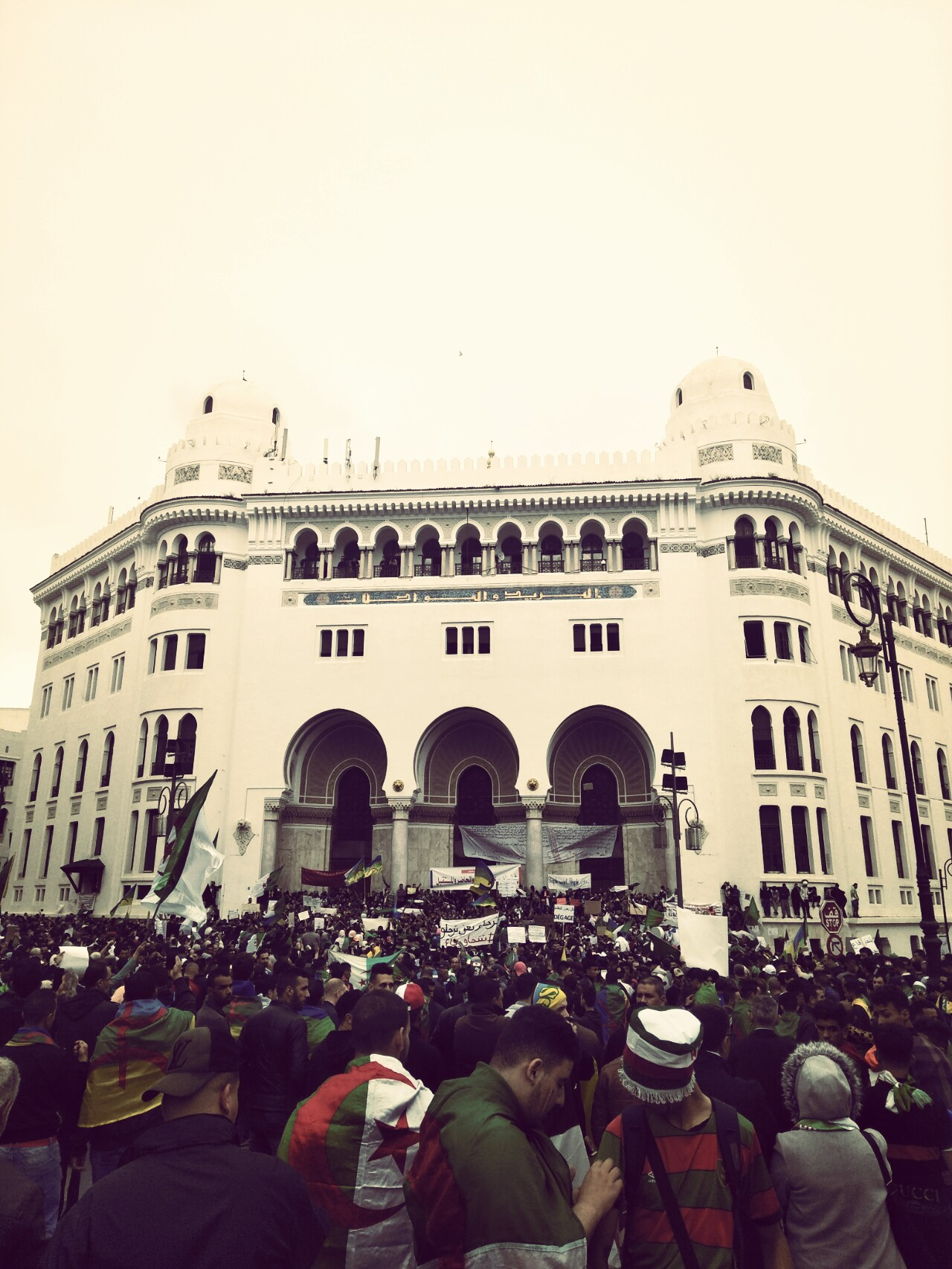
Manifestation du Hirak le 19 avril 2019 à la Grande Poste d'Alger.

Alors que son intérim devait prendre fin le 9 juillet 2019, l'élection présidentielle est de nouveau reportée sine die par le Conseil constitutionnel le 1er juin, ce qui prolonge de facto la période d’intérim,,. Une telle situation est considérée comme illégale par des constitutionnalistes. Le 6 juin, il confirme son intention de rester en fonction jusqu'à l'élection d'un nouveau président de la République. D'une situation d’intérim constitutionnel, l’Algérie passe à un intérim de fait. Le 3 juillet, il appelle de nouveau au dialogue, déclarant que ni l'État ni l'armée n'y participeront. Il affirme qu'un tel dialogue déboucherait sur la mise en place d'une instance d'organisation du scrutin, à voter une loi pour l'adopter, à modifier la loi électorale et à fixer la date du scrutin. Il se maintient effectivement en fonction au-delà du 9 juillet.

### Dégradation de son état de santé
Opéré d’une tumeur cancéreuse à Paris en septembre 2015, Abdelkader Bensalah est victime d'une rechute de son cancer le conduisant à subir de lourds traitements et à renoncer à honorer plusieurs activités protocolaires durant son intérim. Dans son allocution télévisée du 6 juin 2019 dans laquelle il déclare qu’il restera en fonction jusqu’à la tenue d’une élection présidentielle, il apparaît affaibli par sa maladie (voix faible, cheveux clairsemés, visage amaigri et pâle),.

### Politique internationale
Son premier voyage à l'étranger a lieu en Égypte les 18 et 19 juillet 2019, afin d’assister à la finale de la coupe d'Afrique des nations de football (CAN), qui est remportée par l’Algérie. Il décerne à cette occasion les médailles de l’ordre du Mérite national aux membres de l’équipe d'Algérie de football.
Le 24 octobre, il rencontre le président russe Vladimir Poutine en marge du sommet Afrique-Russie à Sotchi et suscite la polémique en déclarant qu'il « tient à rassurer [sur la situation] sous contrôle » dans le pays et minimise l'ampleur du Hirak.

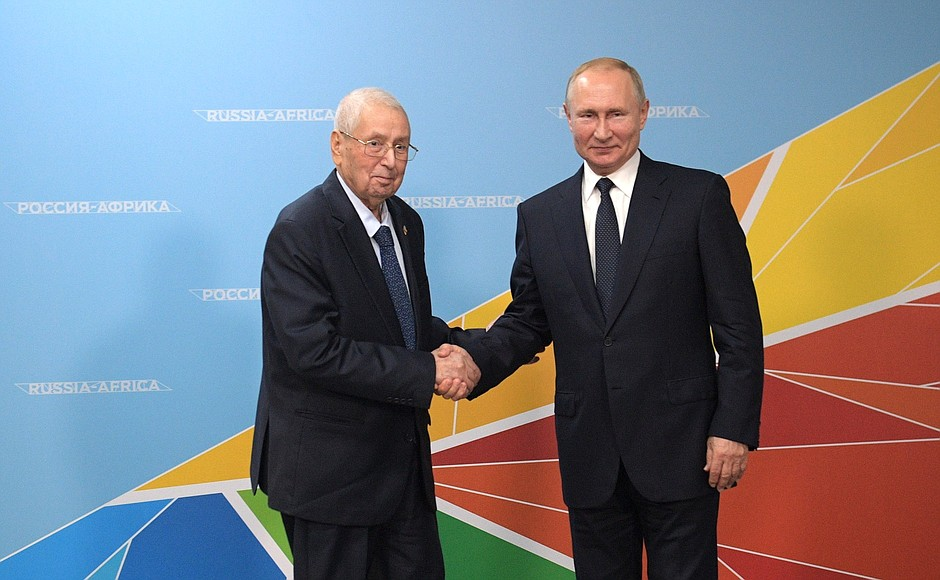
Abdelkader Bensalah au côté du président russe, Vladimir Poutine, le 24 octobre 2019.
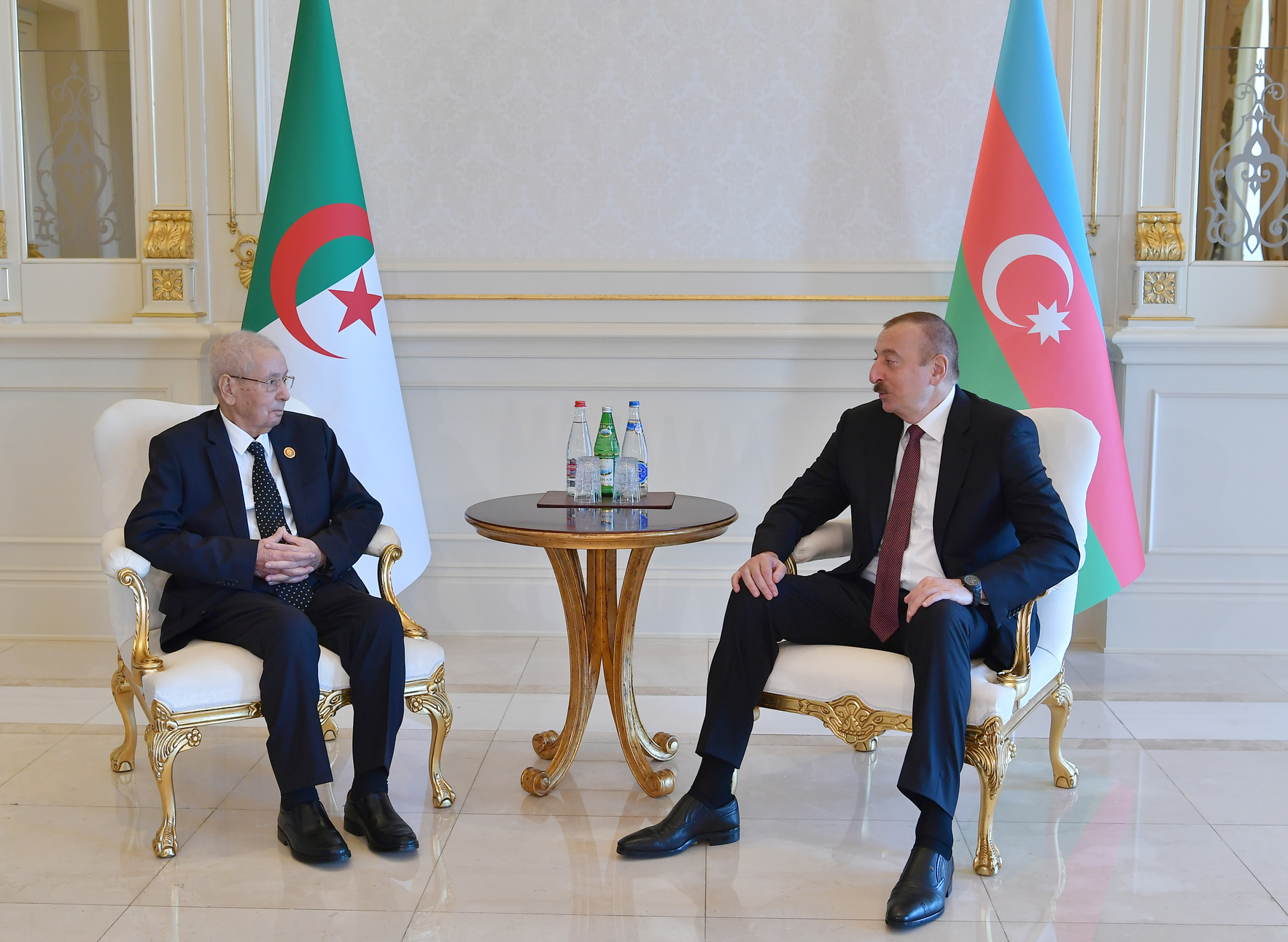
Abdelkader Bensalah le 26 octobre 2019, en compagnie du président azéri, Ilham Aliyev.

### Départ du pouvoir
Le chef de l'armée et dirigeant de facto du pays, Ahmed Gaïd Salah, appelle le 2 septembre à convoquer le corps électoral le 15 septembre. Bensalah charge le 8 septembre Karim Younes — coordinateur du panel de dialogue (chargé de proposer des réformes) venant de lui remettre son rapport — de préparer la mise en place d'une instance d'organisation des élections. Les projets de loi sont adoptés le 13 septembre par le Parlement. Le 15 septembre, Mohamed Charfi devient président de l'Autorité nationale indépendante des élections et, comme le lui a demandé Gaïd Salah, Bensalah convoque le scrutin, pour le 12 décembre.
À l'issue du premier tour du scrutin présidentiel, le 12 décembre 2019, Abdelmadjid Tebboune est élu président. Lors de la passation de pouvoirs, le 19 décembre, Abdelkader Bensalah décore le nouveau président de la médaille de d’ordre du Mérite national au rang de « Sadr », et reçoit la même décoration d’Abdelmadjid Tebboune, « compte tenu des efforts qu'il a déployés durant toute la période de sa présidence, ce qui a permis la pérennité de l’État et de ses institutions » selon les termes de son successeur,.

## Dernières années

### Démission du Conseil de la nation
Le 4 janvier 2020, alors qu'il était censé reprendre la présidence du Conseil de la nation en vertu de la législation (Salah Goudjil assurait l’intérim), il envoie au président Tebboune une lettre de démission de sa fonction à la chambre haute,. Des sources font alors état d'une dégradation de son état de santé. Le 22 juin 2020, son siège de sénateur est pourvu à la suite de sa démission ; il se retire alors de la vie politique,,.
Dans le cadre de la pandémie de Covid-19, il annonce en avril 2020 faire don d'un mois de sa pension pour faire face à la crise sanitaire. Le mois suivant, sa fille est épinglée par le Collectif contre la cherté des transports vers l’Algérie (CCTA) pour des privilèges qui lui sont procurés — au titre d'avantages accordées aux « familles de la nomenklatura » — en tant qu'employée d'Air Algérie depuis 2015 grâce à l'influence supposée de son père.

### Mort et inhumation
À la fin du mois de juillet 2021, des rumeurs médiatiques font état de sa mort des suites de la Covid-19. Son décès est démenti, bien que son entourage confirme qu’il se trouve dans un état critique, « en raison d'une maladie chronique ».
Le 22 septembre 2021, la présidence algérienne annonce qu’Abdelkader Bensalah est mort dans la matinée à l’hôpital militaire d'Aïn Naadja, à l’âge de 79 ans ; les médias du pays précisent qu’il a succombé à son cancer, aggravé par la Covid-19,. Sa disparition intervient cinq jours après celle d’Abdelaziz Bouteflika.
Abdelmadjid Tebboune décrète alors la mise en berne du drapeau national sur tout le territoire pour une durée de trois jours. L’ancien chef de l’État est inhumé le 23 septembre au carré des martyrs du cimetière d'El Alia, à une dizaine de kilomètres à l’est d’Alger, en présence du président Tebboune et d’autres personnalités politiques et hauts fonctionnaires.

## Détail des mandats et fonctions

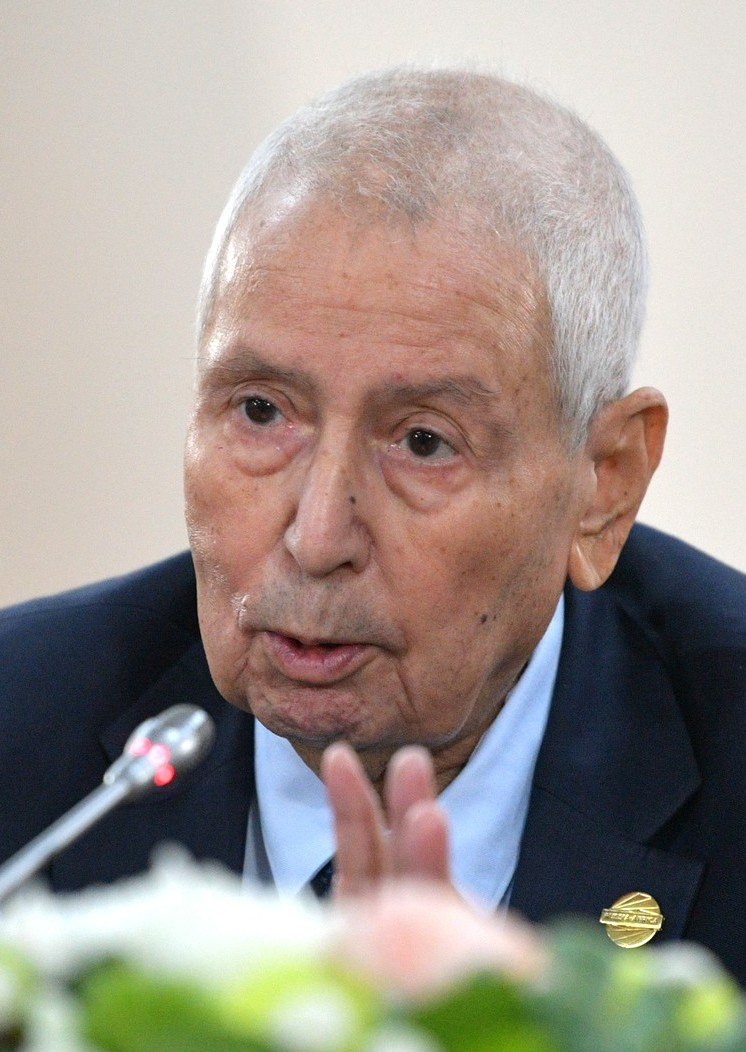
Abdelkader Bensalah en 2019.

- 8 mars 1977 – 5 mars 1982 : député de la wilaya de Tlemcen
- 1989-1993 : ambassadeur en Arabie saoudite et auprès de l'Organisation de la conférence islamique
- 1993-1994 : directeur de l’information et porte-parole du ministère des Affaires étrangères
- 18 mai 1994 – 31 janvier 1997 : président du Conseil national de transition
- 21 février 1997 – 25 avril 1998 : secrétaire général du Rassemblement national démocratique (RND)
- 14 juin 1997 – 2 juillet 2002 : député de la wilaya d'Oran
- 14 juin 1997 – 10 juin 2002 : président de l'Assemblée populaire nationale
- 2 juillet 2002 – 22 juin 2020 : sénateur
- 2 juillet 2002 – 9 avril 2019 : président du Conseil de la nation
- 3 janvier 2013 – 10 juin 2015 : secrétaire général du RND (par intérim jusqu'au 25 décembre 2013)
- 9 avril – 19 décembre 2019 : chef de l'État de la République algérienne démocratique et populaire (par intérim)

## Décorations
- Sadr de l'ordre du Mérite national d'Algérie.